# Airampoa corrugata
Airampoa corrugata ist eine Pflanzenart in der Gattung Airampoa aus der Familie der Kakteengewächse (Cactaceae). Das Artepitheton corrugata stammt aus dem Lateinischen, bedeutet ‚gewellt‘ und verweist auf die Oberfläche der Triebabschnitte der Art.

## Beschreibung
Airampoa corrugata wächst niedrig-strauchig bis kriechend, ist dicht verzweigt und bildet Gruppen. Die häufig aufrechten, hellgrünen, kugelförmigen bis zylindrischen Triebsegmente werden zu beiden Enden hin schmaler. Endständige Abschnitte sind oft abgeflacht. Die Segmente sind bis 3,5 Zentimeter lang und weisen Durchmesser von 8 bis 12 Millimeter auf. Die 6 bis 8 nadeligen, weißlichen Dornen sind zurückgebogen und bis 1,2 Zentimeter lang.
Die Blüten sind rot oder orangerot, die Früchte rot.

## Verbreitung, Systematik und Gefährdung
Airampoa corrugata ist in den argentinischen Provinzen Catamarca, La Rioja, San Juan und Mendoza in Höhenlagen von 1500 bis 2500 Metern verbreitet.
Die Erstbeschreibung als Opuntia corrugata erfolgte 1834 durch Joseph zu Salm-Reifferscheidt-Dyck. Alexander Borissovitch Doweld stellte die Art 2002 in die Gattung Airampoa. Weitere nomenklatorische Synonyme sind Opuntia corrugata Hort.Angl. ex Otto (1833), Cactus corrugatus (Salm-Dyck) Lem. (1868), Tephrocactus corrugatus (Salm-Dyck) Kreuz. (1935), Tephrocactus corrugatus (Salm-Dyck) Backeb. (1936), Opuntia corrugata (Salm-Dyck) Backeb. (1953) und Opuntia longispina var. corrugata (Salm-Dyck) Backeb. (1953).
In der Roten Liste gefährdeter Arten der IUCN wird die Art als „Least Concern (LC)“, d. h. als nicht gefährdet geführt. Die Entwicklung der Populationen wird als stabil angesehen.

## Nachweise